# World Series 1950
Le World Series 1950 sono state la 47ª edizione della serie di finale della Major League Baseball al meglio delle sette partite tra i campioni della National League (NL) 1950, i Philadelphia Phillies e quelli della American League (AL), i New York Yankees. A vincere il loro tredicesimo titolo furono gli Yankees per quattro gare a zero.
Questo fu il secondo di una serie record di cinque trionfi consecutivi per gli Yankees. Furono anche le ultime World Series disputate da giocatori solo bianchi, dal momento che nessuna delle due squadre era integrata prima del 1950.

## Sommario
New York ha vinto la serie, 4-0.
| Gara | Data      | Risultato                                                   | Stadio         | Tempo | Pubblico |
| ---- | --------- | ----------------------------------------------------------- | -------------- | ----- | -------- |
| 1    | 4 ottobre | New York Yankees – 1, Philadelphia Phillies – 0             | Shibe Park     | 2:17  | 30.746   |
| 2    | 5 ottobre | New York Yankees – 2, Philadelphia Phillies – 1 (10 inning) | Shibe Park     | 3:06  | 32.660   |
| 3    | 6 ottobre | Philadelphia Phillies – 2, New York Yankees – 3             | Yankee Stadium | 2:35  | 64.505   |
| 4    | 7 ottobre | Philadelphia Phillies – 2, New York Yankees – 5             | Yankee Stadium | 2:05  | 68.098   |

## Hall of Famer coinvolti

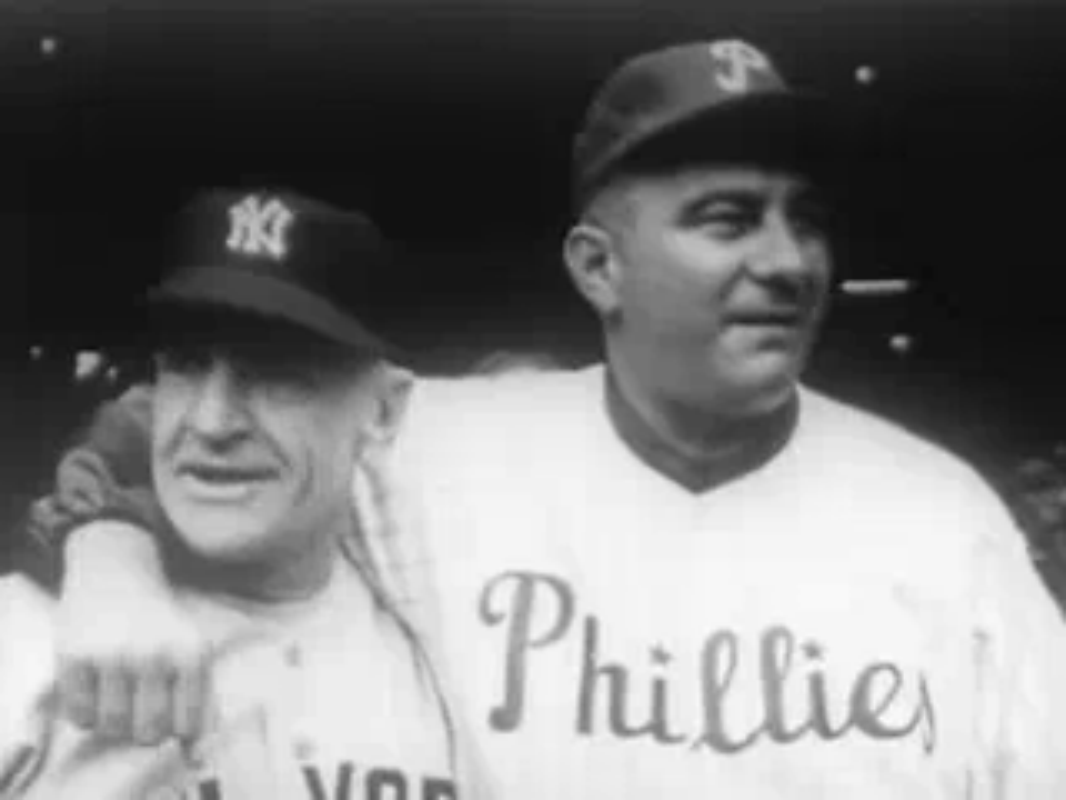
Il manager degli Yankees Casey Stengel e quello dei Phillies Eddie Sawyer prima di gara 1

- Umpire: Al Barlick, Jocko Conlan, Bill McGowan
- Yankees: Casey Stengel (man.), Yogi Berra, Joe DiMaggio, Whitey Ford, Johnny Mize, Phil Rizzuto
- Phillies: Richie Ashburn, Robin Roberts